# Langues en Bolivie

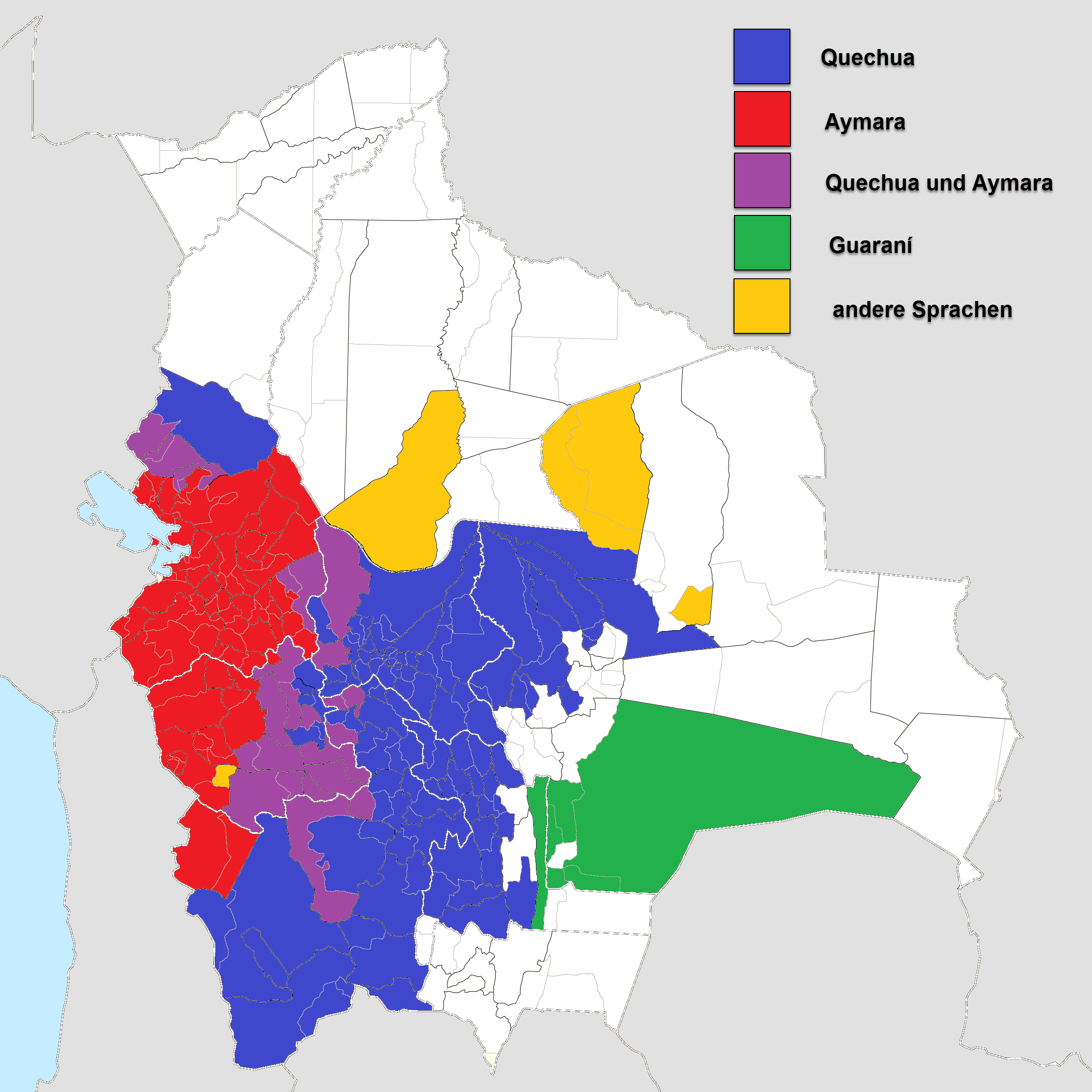
Principales langues autochtones en Bolivie lors du recensement de 2001.

Les langues parlées en Bolivie sont très nombreuses : principalement le castillan (plus précisément l'espagnol d'Amérique, avec des variations régionales), le quechua et l'aymara, mais aussi une grande variété de langues autochtones. La constitution de 2009 reconnaît 37 langues officielles en Bolivie.
Selon l'enquête de l'Institut national de statistique de Bolivie (es) sur les foyers boliviens en 2020, 93 % des Boliviens ont déclaré parler l'espagnol (78 % comme langue principale) et 38 % une langue autochtone (18 % comme langue maternelle). L'anglais est également utilisé dans certains contextes, et le portugais près de la frontière brésilienne.
Dans les hautes terres et les régions subandines, les langues les plus parlées sont l'espagnol, le quechua (dans sa variation locale appelée quechua du sud (es)) et l'aymara. Dans la région des plaines orientales on parle plus de trente langues autochtones dont le chiriguano (ou guarani bolivien oriental) et le simba (ou guarani bolivien occidental (es)), notamment au sein de communautés ethniques. En 2018, trente-neuf langues de Bolivie sont, selon l'UNESCO, en danger, au bord de l'extinction ou déjà éteintes.

## Langues officielles
Une loi de 1997 établit le quechua, le guarani et l'aymara comme langues officielles aux côtés de l'espagnol. En 2000, un décret suprême reconnaît comme langues officielles trente-quatre langues autochtones. Selon l'article 5 de l'actuelle constitution, en vigueur depuis le 7 février 2009, la Bolivie reconnaît désormais trente-sept langues officielles : l'araona, l'aymara, le baure, le bésiro, le canichana, le cavineña, le cayubaba, le chácobo, le chimán, l'ese 'ejja, l'espagnol, le guarani, le guarasu'we (éteint), le guarayu, l'itonama, le leco, le machajuyai-kallawaya, le machineri (une langue arawakienne du Pando), le maropa, le mojeño-trinitario, le mojeño-ignaciano, le moré, le mosetén, le movima, le pacawara, le puquina (une langue uru-chipaya d'Oruro), le quechua, le sirionó (une langue tupi-guarani de Santa Cruz et Beni), le tacana (une langue pano-tacanane de La Paz), le tapiete (une langue tupi-guarani), le toromona (une langue pano-tacanane), l'uru-chipaya (Oruro), le weenhayek (Tarija), le Yaminawa (une langue pano-tacanane du Pando), le yuki (Cochabamba), le yuracaré (Cochabamba et Beni) et le zamuco (Santa Cruz).
Le gouvernement plurinational et les administrations départementales doivent utiliser au moins deux langues officielles (le castillan et une autre choisie en fonction de l'usage, de la commodité, des circonstances, des besoins et des préférences de la population). Les gouvernements autonomes doivent utiliser les langues propres de leur territoire, dont obligatoirement le castillan.

## Statistiques
| Langue                    | Langue principale | Langue secondaire | Nombre total de locuteurs | % de la population totale |
| ------------------------- | ----------------- | ----------------- | ------------------------- | ------------------------- |
| Espagnol                  | 9 205 096         | 1 763 516         | 10 968 612                | 93,36                     |
| Quechua                   | 1 268 130         | 1 383 506         | 2 651 636                 | 22,57                     |
| Aymara                    | 833 551           | 933 240           | 1 766 791                 | 15,04                     |
| Guarani                   | 12 668            | 57 766            | 70 434                    | 0,60                      |
| Autres langues indigènes  | 11 237            | 30 143            | 41 380                    | 0,35                      |
| Anglais                   | 2 916             | 251 146           | 254 062                   | 2,16                      |
| Portugais                 | 11 407            | 114 885           | 126 292                   | 1,07                      |
| Allemand                  | 18 151            | 8 441             | 26 592                    | 0,23                      |
| Autres langues étrangères | 1 783             | 30 143            | 41 380                    | 0,35                      |
| Ne peut pas parler        | 38 764            |                   |                           |                           |
| Ne parle pas encore       | 345 323           |                   |                           |                           |
| Total                     | 11 749 026        |                   |                           |                           |